# Михољски збор
Михољски збор, је обухватао људе читаве територије данашње општине Тиват, значајног дела Херцегновске општине (Луштицу) и дела Которске општине (Кавач и Љешевиће), што чини скоро трећину Бококоторског залива. Језгро Михољског збора је била Превлака св. Архангела Михаила.
Израз „збор“ настао је из смисла говорења (локално - зборења), сакупљања или саборности (зборовања) и бирања главара (избора). Није се преводио ни на латински, ни на италијански. Он је дакле, „Terminuc tehnicus“. Писали су га као „sporum“, „suorum“, „sborro“ или „sboro“, често са великим почетним словом.
Превлачки манастир је више пута рушен и обнављан, па га је и српски краљ Стефан Првовенчани затекао 1185. године у рушевинама и до 1219. године обновио као своју задужбину. У тако обновљеном, његов брат Сава, тада први Архиепископ српски, основао српско - православну епископију, прву у Зети и на Приморју, и за покровитеља династије Немањића као крсну славу прихватио Св. Архангела Михаила. На ранг митрополије епископију је подигао цар Душан априла 1346. године истовремено када је успоставио и прву српско - православну патријаршију у Пећи. До тада је Михољска метохија била значајнија и важнија од Пећке, јер је била и старија, а налазила се и на истуреном месту - на судару цивилизација Истока и Запада.
Митрополија на Превлаци је дефинитивно уништена 1452. године. Уништењем Превлачког манастира изгубљена је и његова метохија, али их је надживио Михољски збор. Тако му је историјска улога дужа него Митрополији. Припадници Михољског збора, у историјским списима су називани: „Митрополитини људи“. Временом је утицај Михољског збора територијално полако сужаван, али је до краја I светског рата деловао на Превлаци у Кртолима и Луштици.
Након тровања православних монаха и рушења манастира, фалсификована је диплома, да би властела которска присвојила Михољски збор, тј. област манастира архангела Михаила. На основу те дипломе дужд млетачки Фоскари год. 1455. издаје наредбу против шизматика (православних) у дијецези которској у корист которског бискупа, да се натерају плаћати, који работају баштине и земље црквене, особито ових цркава: Св. Михајила и Св. Марије на Превлаци, Св. Гаврила и Св. Петра у Богдашићима, Св. Александра у Љешковићима, Св. Луке и Св. Николе у Луштици и свију других цркава и црквица, што је митрополит шизматички или славенски под собом држао. Тако је католички бискуп которски постао наследник имовине православног владике зетског у Боки. 
Сава Петровић Његош се жалио 1755. г. млетачком провидуру да манастир Жањица желе католици да отму. Спомиње католичке бискупе и попове којима нису доста њихови храмови него хоће и православне да узму, који су вазда били православни, па наводи свету Госпођу у Жањиц, која је вазда била збора михољскога и тада је њихова... Провидура наговарају да се мути крајина и пук. Моли да им заповједи да стоје с миром. Имају доста цркава и констатује да нисмо ни ми ђаволи но кршћани, и ми се Богу молимо и клањамо. Та је црквица вазда нашег закона била.